# 第204海兵中型ティルトローター訓練飛行隊
第204海兵中型ティルトローター訓練飛行隊は、アメリカ海兵隊のMV-22オスプレイ訓練飛行隊である。「ラプターズ（猛禽類）」と呼ばれるこの飛行隊は、従来、第204海兵中型ヘリコプター訓練飛行隊（HMT-204）命名され、CH-46Eの操縦士を育成していたが、1999年6月10日にVMMTｰ204へと正式に改称された。第26海兵航空群（MAG-26)および第2海兵航空団（2ndMAW）の指揮下にある。

## 任務
海兵隊および空軍のオスプレイ操縦士、海兵隊のクルー・チーフ、および海兵隊のCH-46およびCH-53Dヘリコプターの後継機であるMV-22ティルトローター機を整備・運用する部隊に対する教育訓練を実施する。

## 歴史
飛行隊は、1972年5月1日にノースカロライナ州ニュー・リバー海兵隊航空基地で設立された。ベトナム戦争後、第40海兵ヘリコプター訓練群（MHTG-40）が解散され、第402海兵中型ヘリコプター訓練飛行隊および第401海兵大型ヘリコプター訓練飛行隊が統合されて、HMT-204が編成された。

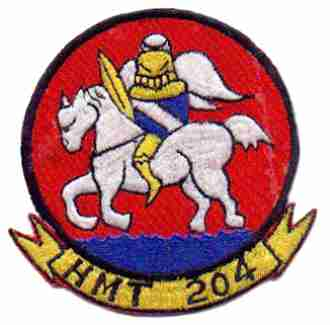
HMT-204の部隊章

複合訓練飛行隊であるHMT-204は、CH-46とCH-53の双方のパイロットに対し、訓練を実施していた。1986年1月、HMT-204は、CH-46Eを他部隊よりも先行的に領収し、生存性、信頼性および整備性試験を実施した。 
1988年6月、HMT-302がすべてのCH-53パイロットの訓練を引き継ぐこととなり、最後のCH-53のHMT-204からの管理替が行われた。1988年11月9日、HMT-204は、1987年における艦隊海兵部隊（FMF）に対する支援が評価され、功績部隊称賛章（MUC）を受賞した。1993年10月、HMT-301が解散し、HMT-204は、CH-46E保有部隊を支援する海兵隊唯一の艦隊即応飛行隊となった。この改編により、HMT-204は、海兵隊で最大規模のCH-46E保有部隊となった。1993年10月、艦隊交代要員下士官能力訓練（FREST）プログラムが開始された。HMT-204が実施するFRESTにより、CH-46Eおよび関連器材を運用、整備および修理する将兵の総合的な技術向上が図られた。 
主たる任務であるCH-46Eのパイロットおよびクルー・チーフの訓練に関し、HMT-204は、1,800名以上のCH-46Eの補充搭乗員（初級ならびに一部および完全機種転換パイロット）、275名以上の教官操縦士、および450名以上のクルー・チーフを育成した。
さらに、100名以上のAV-8Bパイロットに対し、CH-46を用いた垂直飛行慣熟訓練を行った。1995年12月、HMT-204は、夜間編隊飛行、NVG（暗視眼鏡）飛行、地形に沿った飛行およびクルー・コーディネーション向上のためのパイロットおよびクルー・チーフの訓練に関し、新たな手法を確立した。 
HMT-204は、創隊以来、クラスA事故に関し、95,000時間以上の無事故飛行を記録している。この顕著な功績により、1977年、1994年および1997年のアメリカ海軍作戦部長航空安全最優秀賞を受賞した。 
1999年2月、CH-46Eの海兵隊艦隊対応飛行隊は、HMM(T)-164に引き継がれた。

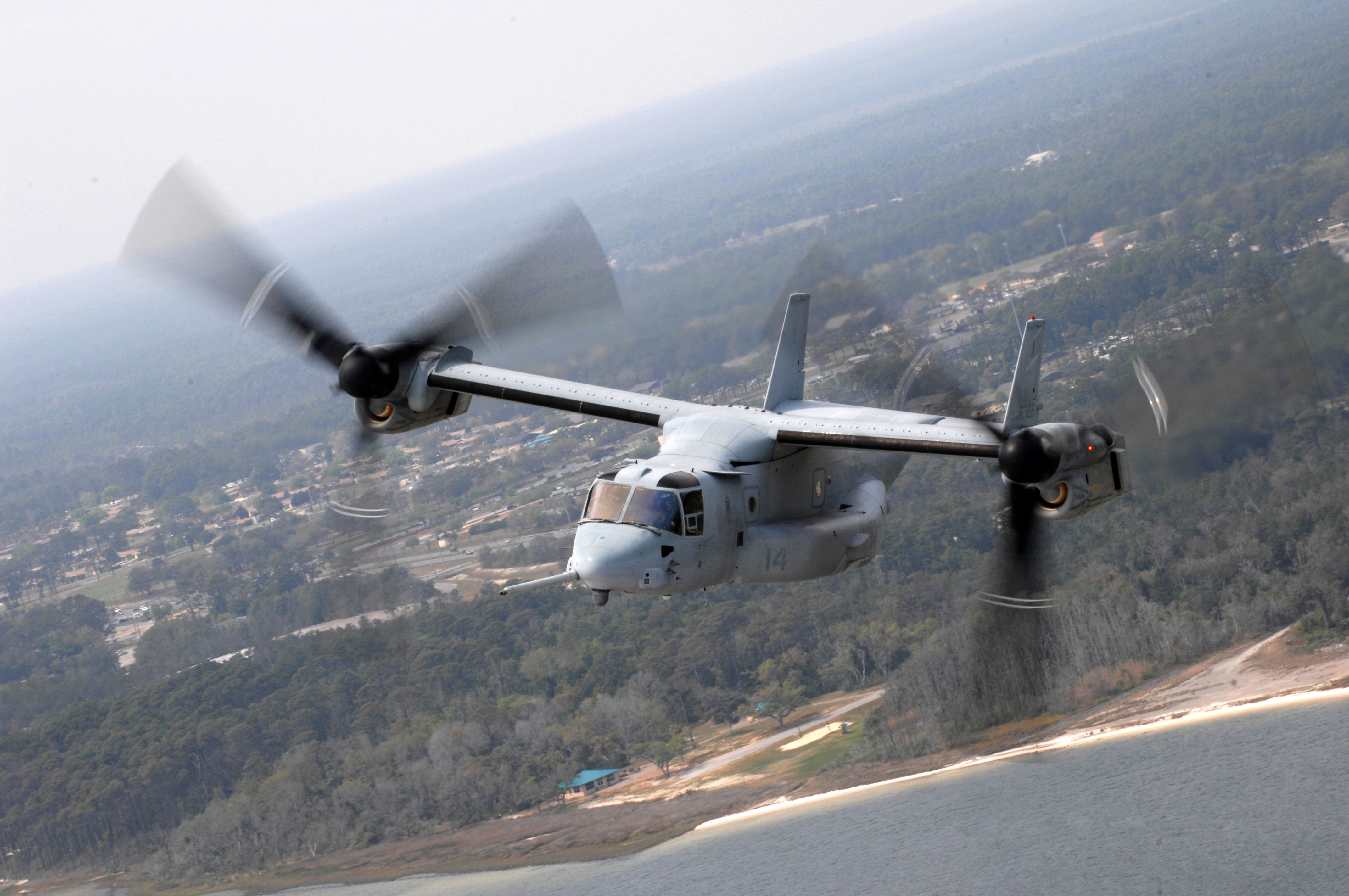
VMMT-204のMV-22オスプレイ

1999年4月、レイセオン社からVMMT-204に新型のモーション機能付き作戦飛行訓練装置（OFT）が納入され、海兵隊および空軍のオスプレイ飛行訓練への使用が開始された。OFTを用いることにより、パイロットは、高さ24フィート（7.3メートル）のドームに映し出されるコンピューターが作り出した画像を見ながら訓練することが可能となった。機外の情景とFLIR（近距離暗視装置）の画像の双方は、OFTの6チャンネルの画像表示システムにより生成される。パイロットに加速および減速の「リアルな感覚」がもたらす完全なモーション機構により、幅広い領域における仮想環境下での訓練が可能となった。 
1999年、飛行隊は、MV-22オスプレイ・ティルトローター機のパイロットおよび搭乗員たちを支援する、艦隊対応飛行隊となった。HMT-204の名称は、使用機種の変更に伴い、VMMT-204へと改称された。2000年3月12日、VMMT-204は、MV-22オスプレイの初号機を受領した。飛行隊は、2000年12月までMV-22の飛行訓練を実施していたが、死亡事故が発生したため、オスプレイは、飛行再開までの3年の間、飛行停止となった。
2005年、VMMT-204は、MV-22の飛行を再開し、海兵隊のMV-22飛行隊の編成再開を支援した。2007年末までに、VMMT-204は、海兵隊の最初の3つのMV-22飛行隊および最初の空軍CV-22飛行隊で勤務する150名以上のパイロットを育成した。 
VMMT-204は、当時、ブロックAおよびBの2つのバージョンのMV-22を運用していた。ブロックAの機体は、ブロックBに適用されている信頼性に関する改善を実施したうえで、実戦飛行隊に配備される予定であった。ブロックAの機体は、新しい機体よりも信頼性および兵站支援性の面で劣っていたものの、VMMT-204は、その運用に必要な訓練を実施していた。過去においては、最大6機のブロックAの機体を「部品取り機」として使用し、飛行可能な航空機を維持することが複数回発生していた。2009年2月25日、ブロックAの初号機が、ブロックAからBへの改修のために後送された。